# Campeonato Mundial de Maxibasket
El Campeonato Mundial de Maxibasket FIMBA (oficialmente en inglés FIMBA World Maxibasketball Championship) es una competición de baloncesto que se celebra cada dos años, reservada a selecciones nacionales masculinas y femeninas y organizada por FIMBA. El evento otorga el título de campeón mundial en las distintas categorías, desde mayores de 30, hasta mayores de 80.

## Historia
El Maxibasket nació en 1969 en Argentina, donde se fundó la Unión de Veteranos del Baloncesto Argentino. La FIMBA fue fundada el 21 de agosto de 1991 y ese mismo año se llevó a cabo el primer Campeonato Mundial. Después del Campeonato Mundial de 2019, Estados Unidos es el país con más medallas de oro en la historia con 32 de 55 medallas totales; Brasil logró 70 en total, de los cuales 24 fueron de oro.

## Ediciones
| Año  | Lugar                            |             | Categoría                | Oro                  | Plata                | Bronce |
| ---- | -------------------------------- | ----------- | ------------------------ | -------------------- | -------------------- | ------ |
| 1991 | Argentina Buenos Aires           | Más de 40/F | Estonia                  | Argentina            | Argentina            |        |
| 1991 | Argentina Buenos Aires           | Más de 30/F | Argentina                | Argentina            | -                    |        |
| 1991 | Argentina Buenos Aires           | Más de 60/M | Estados Unidos           | Brasil               | Argentina            |        |
| 1991 | Argentina Buenos Aires           | Más de 50/M | Brasil                   | Finlandia            | Argentina            |        |
| 1991 | Argentina Buenos Aires           | Más de 45/M | Argentina                | Estonia              | Finlandia            |        |
| 1991 | Argentina Buenos Aires           | Más de 40/M | Rusia                    | Argentina            | Brasil               |        |
| 1991 | Argentina Buenos Aires           | Más de 35/M | Brasil                   | Estados Unidos       | Uruguay              |        |
| 1993 | Estados Unidos Las Vegas         | Más de 55/M | Estados Unidos           | Argentina            | Chile                |        |
| 1993 | Estados Unidos Las Vegas         | Más de 50/M | Estados Unidos           | Letonia              | Argentina            |        |
| 1993 | Estados Unidos Las Vegas         | Más de 45/M | Argentina                | Argentina            | Uruguay              |        |
| 1993 | Estados Unidos Las Vegas         | Más de 40/M | Perú                     | Letonia              | Costa Rica           |        |
| 1993 | Estados Unidos Las Vegas         | Más de 35/M | Estados Unidos           | Estados Unidos       | Uruguay              |        |
| 1995 | Costa Rica San José              | Más de 60/M | Brasil                   | Chile                | -                    |        |
| 1995 | Costa Rica San José              | Más de 55/M | Uruguay                  | Brasil               | Estados Unidos       |        |
| 1995 | Costa Rica San José              | Más de 50/M | Estados Unidos           | Lituania             | Letonia              |        |
| 1995 | Costa Rica San José              | Más de 45/M | Uruguay                  | Costa Rica           | Chile                |        |
| 1995 | Costa Rica San José              | Más de 40/M | Brasil                   | Costa Rica           | Perú                 |        |
| 1995 | Costa Rica San José              | Más de 35/M | Estados Unidos           | Costa Rica           | Uruguay              |        |
| 1997 | Finlandia Helsinki               | Más de 50/F | Estonia                  | Alemania             | Finlandia            |        |
| 1997 | Finlandia Helsinki               | Más de 45/F | Finlandia                | -                    | -                    |        |
| 1997 | Finlandia Helsinki               | Más de 40/F | Letonia                  | Finlandia            | Guatemala            |        |
| 1997 | Finlandia Helsinki               | Más de 35/F | Rusia                    | Finlandia            | Letonia              |        |
| 1997 | Finlandia Helsinki               | Más de 30/F | Rusia                    | Finlandia            | -                    |        |
| 1997 | Finlandia Helsinki               | Más de 65/M | Estados Unidos           | Finlandia            | Brasil               |        |
| 1997 | Finlandia Helsinki               | Más de 60/M | Estados Unidos           | Letonia              | Brasil               |        |
| 1997 | Finlandia Helsinki               | Más de 55/M | Letonia                  | Brasil               | Estonia              |        |
| 1997 | Finlandia Helsinki               | Más de 50/M | Lituania                 | Canadá               | Rusia                |        |
| 1997 | Finlandia Helsinki               | Más de 45/M | Brasil                   | Finlandia            | Letonia              |        |
| 1997 | Finlandia Helsinki               | Más de 40/M | Suecia                   | Rusia                | Estados Unidos       |        |
| 1997 | Finlandia Helsinki               | Más de 35/M | Estados Unidos           | Finlandia            | Suecia               |        |
| 1999 | Uruguay Montevideo               | Más de 50/F | Letonia                  | Alemania             | Argentina            |        |
| 1999 | Uruguay Montevideo               | Más de 40/F | Lituania                 | Guatemala            | Finlandia            |        |
| 1999 | Uruguay Montevideo               | Más de 35/F | Argentina                | Honduras             | Uruguay              |        |
| 1999 | Uruguay Montevideo               | Más de 30/F | Eslovenia                | Argentina            | Argentina            |        |
| 1999 | Uruguay Montevideo               | Más de 65/M | Estados Unidos           | Brasil               | Alemania             |        |
| 1999 | Uruguay Montevideo               | Más de 60/M | Uruguay                  | Letonia              | Chile                |        |
| 1999 | Uruguay Montevideo               | Más de 55/M | Letonia                  | Estados Unidos       | Brasil               |        |
| 1999 | Uruguay Montevideo               | Más de 50/M | Lituania                 | Brasil               | Eslovenia            |        |
| 1999 | Uruguay Montevideo               | Más de 45/M | Uruguay                  | Eslovenia            | Brasil               |        |
| 1999 | Uruguay Montevideo               | Más de 40/M | Uruguay                  | Eslovenia            | Brasil               |        |
| 1999 | Uruguay Montevideo               | Más de 35/M | Brasil                   | Uruguay              | Estados Unidos       |        |
| 2001 | Eslovenia Liubliana              | Más de 50/F | Letonia                  | Eslovenia            | Alemania             |        |
| 2001 | Eslovenia Liubliana              | Más de 45/F | Lituania                 | Eslovenia            | -                    |        |
| 2001 | Eslovenia Liubliana              | Más de 40/F | Estonia                  | Eslovenia            | Finlandia            |        |
| 2001 | Eslovenia Liubliana              | Más de 35/F | Lituania                 | Croacia              | Eslovenia            |        |
| 2001 | Eslovenia Liubliana              | Más de 30/F | Eslovenia                | Croacia              | Argentina            |        |
| 2001 | Eslovenia Liubliana              | Más de 65/M | Estados Unidos           | Rusia                | Finlandia            |        |
| 2001 | Eslovenia Liubliana              | Más de 60/M | Estados Unidos           | Brasil               | Finlandia            |        |
| 2001 | Eslovenia Liubliana              | Más de 55/M | Estados Unidos           | Lituania             | Letonia              |        |
| 2001 | Eslovenia Liubliana              | Más de 50/M | Eslovenia                | Lituania             | Brasil               |        |
| 2001 | Eslovenia Liubliana              | Más de 45/M | Brasil                   | Estonia              | Eslovenia            |        |
| 2001 | Eslovenia Liubliana              | Más de 40/M | Eslovenia                | Finlandia            | Eslovenia            |        |
| 2001 | Eslovenia Liubliana              | Más de 35/M | Rusia                    | Eslovenia            | Rusia                |        |
| 2003 | Estados Unidos Orlando           | Más de 50/F | Rusia                    | Finlandia            | -                    |        |
| 2003 | Estados Unidos Orlando           | Más de 45/F | Lituania                 | Letonia              | Macedonia del Norte  |        |
| 2003 | Estados Unidos Orlando           | Más de 40/F | Rusia                    | Estonia              | Argentina            |        |
| 2003 | Estados Unidos Orlando           | Más de 35/F | Brasil                   | Eslovenia            | Finlandia            |        |
| 2003 | Estados Unidos Orlando           | Más de 30/F | Eslovenia                | Argentina            | Croacia              |        |
| 2003 | Estados Unidos Orlando           | Más de 65/M | Estados Unidos           | Letonia              | Brasil               |        |
| 2003 | Estados Unidos Orlando           | Más de 60/M | Letonia                  | Brasil               | Estados Unidos       |        |
| 2003 | Estados Unidos Orlando           | Más de 55/M | Estados Unidos           | Eslovenia            | Chile                |        |
| 2003 | Estados Unidos Orlando           | Más de 50/M | Brasil                   | Rusia                | Brasil               |        |
| 2003 | Estados Unidos Orlando           | Más de 45/M | Puerto Rico              | Brasil               | Rusia                |        |
| 2003 | Estados Unidos Orlando           | Más de 40/M | Brasil                   | Eslovenia            | Brasil               |        |
| 2003 | Estados Unidos Orlando           | Más de 35/M | Brasil                   | Rusia                | Brasil               |        |
| 2005 | Nueva Zelanda Christchurch       | Más de 45/F | República Checa          | Macedonia del Norte  | Finlandia            |        |
| 2005 | Nueva Zelanda Christchurch       | Más de 40/F | Polonia                  | Eslovenia            | Guatemala            |        |
| 2005 | Nueva Zelanda Christchurch       | Más de 35/F | Finlandia                | Brasil               | Puerto Rico          |        |
| 2005 | Nueva Zelanda Christchurch       | Más de 30/F | Eslovenia                | Nueva Zelanda        | -                    |        |
| 2005 | Nueva Zelanda Christchurch       | Más de 65/M | Estados Unidos           | Finlandia            | Brasil               |        |
| 2005 | Nueva Zelanda Christchurch       | Más de 60/M | Estados Unidos           | Brasil               | Lituania             |        |
| 2005 | Nueva Zelanda Christchurch       | Más de 55/M | Moldavia                 | Brasil               | Eslovenia            |        |
| 2005 | Nueva Zelanda Christchurch       | Más de 50/M | Rusia                    | Brasil               | Rusia                |        |
| 2005 | Nueva Zelanda Christchurch       | Más de 45/M | Brasil                   | Puerto Rico          | Finlandia            |        |
| 2005 | Nueva Zelanda Christchurch       | Más de 40/M | Polonia                  | Italia               | Estados Unidos       |        |
| 2005 | Nueva Zelanda Christchurch       | Más de 35/M | Rusia                    | Croacia              | Eslovenia            |        |
| 2007 | Puerto Rico San Juan             | Más de 50/F | Lituania                 | Rusia                | Letonia              |        |
| 2007 | Puerto Rico San Juan             | Más de 45/F | Rusia                    | Lituania             | Brasil               |        |
| 2007 | Puerto Rico San Juan             | Más de 40/F | Rusia                    | Finlandia            | Estonia              |        |
| 2007 | Puerto Rico San Juan             | Más de 35/F | Lituania                 | Brasil               | Lituania             |        |
| 2007 | Puerto Rico San Juan             | Más de 30/F | República Dominicana     | Puerto Rico          | Eslovenia            |        |
| 2007 | Puerto Rico San Juan             | Más de 70/M | Estados Unidos           | Chile                | Estados Unidos       |        |
| 2007 | Puerto Rico San Juan             | Más de 65/M | Estados Unidos           | Argentina            | Chile                |        |
| 2007 | Puerto Rico San Juan             | Más de 60/M | Estados Unidos           | Letonia              | Chile                |        |
| 2007 | Puerto Rico San Juan             | Más de 55/M | Moldavia                 | Brasil               | Lituania             |        |
| 2007 | Puerto Rico San Juan             | Más de 50/M | Puerto Rico              | República Dominicana | Lituania             |        |
| 2007 | Puerto Rico San Juan             | Más de 45/M | Brasil                   | Lituania             | Rusia                |        |
| 2007 | Puerto Rico San Juan             | Más de 40/M | Rusia                    | Brasil               | Puerto Rico          |        |
| 2007 | Puerto Rico San Juan             | Más de 35/M | Brasil                   | Puerto Rico          | Puerto Rico          |        |
| 2007 | Puerto Rico San Juan             | Más de 30/M | Eslovenia                | Puerto Rico          | Puerto Rico          |        |
| 2009 | República Checa Praga            | Más de 50/F | Letonia                  | Lituania             | Alemania             |        |
| 2009 | República Checa Praga            | Más de 45/F | Rusia                    | República Checa      | Eslovenia            |        |
| 2009 | República Checa Praga            | Más de 40/F | Rusia                    | República Checa      | Polonia              |        |
| 2009 | República Checa Praga            | Más de 35/F | Rusia                    | República Checa      | Finlandia            |        |
| 2009 | República Checa Praga            | Más de 30/F | República Checa          | Croacia              | República Checa      |        |
| 2009 | República Checa Praga            | Más de 70/M | Estados Unidos           | Rusia                | Uruguay              |        |
| 2009 | República Checa Praga            | Más de 65/M | Estados Unidos           | Brasil               | Lituania             |        |
| 2009 | República Checa Praga            | Más de 60/M | Estados Unidos           | Alemania             | Lituania             |        |
| 2009 | República Checa Praga            | Más de 55/M | Rusia                    | Moldavia             | República Checa      |        |
| 2009 | República Checa Praga            | Más de 50/M | Estados Unidos           | Polonia              | Lituania             |        |
| 2009 | República Checa Praga            | Más de 45/M | Italia                   | Eslovenia            | República Dominicana |        |
| 2009 | República Checa Praga            | Más de 40/M | Polonia                  | República Checa      | Rusia                |        |
| 2009 | República Checa Praga            | Más de 35/M | Brasil                   | Rusia                | Montenegro           |        |
| 2009 | República Checa Praga            | Más de 30/M | Rusia                    | Eslovenia            | -                    |        |
| 2011 | Brasil Natal                     | Más de 60/F | Brasil                   | -                    | -                    |        |
| 2011 | Brasil Natal                     | Más de 55/F | Brasil                   | Estonia              | Argentina            |        |
| 2011 | Brasil Natal                     | Más de 50/F | Lituania                 | Brasil               | Letonia              |        |
| 2011 | Brasil Natal                     | Más de 45/F | Rusia                    | Alemania             | Estonia              |        |
| 2011 | Brasil Natal                     | Más de 40/F | Lituania                 | Brasil               | Estonia              |        |
| 2011 | Brasil Natal                     | Más de 35/F | Brasil                   | Lituania             | Argentina            |        |
| 2011 | Brasil Natal                     | Más de 30/F | Brasil                   | Argentina            | Brasil               |        |
| 2011 | Brasil Natal                     | Más de 75/M | Estados Unidos           | Brasil               | -                    |        |
| 2011 | Brasil Natal                     | Más de 70/M | Estados Unidos           | Brasil               | Argentina            |        |
| 2011 | Brasil Natal                     | Más de 65/M | Lituania                 | Uruguay              | Brasil               |        |
| 2011 | Brasil Natal                     | Más de 60/M | Rusia                    | Brasil               | Uruguay              |        |
| 2011 | Brasil Natal                     | Más de 55/M | Lituania                 | Rusia                | República Dominicana |        |
| 2011 | Brasil Natal                     | Más de 50/M | Brasil                   | Italia               | Estados Unidos       |        |
| 2011 | Brasil Natal                     | Más de 45/M | Italia                   | Brasil               | Lituania             |        |
| 2011 | Brasil Natal                     | Más de 40/M | Brasil                   | Italia               | Lituania             |        |
| 2011 | Brasil Natal                     | Más de 35/M | Argentina                | Brasil               | Estonia              |        |
| 2011 | Brasil Natal                     | Más de 30/M | Brasil                   | -                    | -                    |        |
| 2013 | Grecia Salónica                  | Más de 55/F | Letonia                  | Alemania             | Eslovenia            |        |
| 2013 | Grecia Salónica                  | Más de 50/F | Rusia                    | Polonia              | Estonia              |        |
| 2013 | Grecia Salónica                  | Más de 45/F | Alemania                 | Rusia                | Brasil               |        |
| 2013 | Grecia Salónica                  | Más de 40/F | Lituania                 | Ucrania              | Grecia               |        |
| 2013 | Grecia Salónica                  | Más de 35/F | Ucrania                  | Turquía              | Rusia                |        |
| 2013 | Grecia Salónica                  | Más de 30/F | Brasil                   | Lituania             | Alemania             |        |
| 2013 | Grecia Salónica                  | Más de 75/M | Brasil                   | Rusia                | Chile                |        |
| 2013 | Grecia Salónica                  | Más de 70/M | Estados Unidos           | Brasil               | Rusia                |        |
| 2013 | Grecia Salónica                  | Más de 65/M | Ucrania                  | Estados Unidos       | Brasil               |        |
| 2013 | Grecia Salónica                  | Más de 60/M | Rusia                    | Brasil               | Lituania             |        |
| 2013 | Grecia Salónica                  | Más de 55/M | Alemania                 | Moldavia             | Eslovenia            |        |
| 2013 | Grecia Salónica                  | Más de 50/M | Italia                   | Eslovenia            | Chile                |        |
| 2013 | Grecia Salónica                  | Más de 45/M | Italia                   | Lituania             | Chile                |        |
| 2013 | Grecia Salónica                  | Más de 40/M | Italia                   | Grecia               | Ucrania              |        |
| 2013 | Grecia Salónica                  | Más de 35/M | Brasil                   | Grecia               | Grecia               |        |
| 2015 | Estados Unidos Orlando           | Más de 55/F | Alemania                 | República Checa      | Letonia              |        |
| 2015 | Estados Unidos Orlando           | Más de 50/F | Rusia                    | Letonia              | Estonia              |        |
| 2015 | Estados Unidos Orlando           | Más de 45/F | Estonia                  | Alemania             | Colombia             |        |
| 2015 | Estados Unidos Orlando           | Más de 40/F | Eslovenia                | Colombia             | Letonia              |        |
| 2015 | Estados Unidos Orlando           | Más de 35/F | República Checa          | Colombia             | Croacia              |        |
| 2015 | Estados Unidos Orlando           | Más de 30/F | Ucrania                  | Chile                | Costa Rica           |        |
| 2015 | Estados Unidos Orlando           | Más de 75/M | Estados Unidos           | Rusia                | Brasil               |        |
| 2015 | Estados Unidos Orlando           | Más de 70/M | Estados Unidos           | Rusia                | Estados Unidos       |        |
| 2015 | Estados Unidos Orlando           | Más de 65/M | Estados Unidos           | Brasil               | Alemania             |        |
| 2015 | Estados Unidos Orlando           | Más de 60/M | Estados Unidos           | Estonia              | Brasil               |        |
| 2015 | Estados Unidos Orlando           | Más de 55/M | República Dominicana     | Chile                | Estados Unidos       |        |
| 2015 | Estados Unidos Orlando           | Más de 50/M | Estados Unidos           | Italia               | Croacia              |        |
| 2015 | Estados Unidos Orlando           | Más de 45/M | Italia                   | Rusia                | Colombia             |        |
| 2015 | Estados Unidos Orlando           | Más de 40/M | Argentina                | Estonia              | Puerto Rico          |        |
| 2015 | Estados Unidos Orlando           | Más de 35/M | Rusia                    | Letonia              | Brasil               |        |
| 2015 | Estados Unidos Orlando           | Más de 30/M | Estonia                  | Brasil               | Uruguay              |        |
| 2017 | Italia Montecatini Terme         |             |                          |                      |                      |        |
| 2017 | Italia Montecatini Terme         | Más de 60/F | Argentina                | Eslovenia            | Finlandia o Brasil   |        |
| 2017 | Italia Montecatini Terme         | Más de 55/F | Estonia                  | Polonia              | Alemania             |        |
| 2017 | Italia Montecatini Terme         | Más de 50/F | Letonia                  | Eslovenia            | Finlandia            |        |
| 2017 | Italia Montecatini Terme         | Más de 45/F | Ucrania                  | Estonia              | Austria              |        |
| 2017 | Italia Montecatini Terme         | Más de 40/F | Brasil                   | Eslovaquia           | Italia               |        |
| 2017 | Italia Montecatini Terme         | Más de 35/F | Brasil                   | Serbia               | Rusia                |        |
| 2017 | Italia Montecatini Terme         | Más de 30/F | Alemania                 | Chile                | Lituania             |        |
| 2017 | Italia Montecatini Terme         | Más de 75/M | Estados Unidos o Letonia | ?                    | Brasil o Estonia     |        |
| 2017 | Italia Montecatini Terme         | Más de 70/M | Chile o Estados Unidos   | ?                    | Italia o Brasil      |        |
| 2017 | Italia Montecatini Terme         | Más de 65/M | Estados Unidos           | Lituania             | Rusia                |        |
| 2017 | Italia Montecatini Terme         | Más de 60/M | Estados Unidos           | Italia               | Alemania             |        |
| 2017 | Italia Montecatini Terme         | Más de 55/M | Eslovenia                | Italia               | Alemania             |        |
| 2017 | Italia Montecatini Terme         | Más de 50/M | Italia                   | Rusia                | Serbia               |        |
| 2017 | Italia Montecatini Terme         | Más de 45/M | Montenegro               | Serbia               | República Checa      |        |
| 2017 | Italia Montecatini Terme         | Más de 40/M | Italia                   | Argentina            | Ucrania              |        |
| 2017 | Italia Montecatini Terme         | Más de 35/M | Estonia                  | Argentina            | Lituania             |        |
| 2019 | Finlandia Espoo                  | Más de 65/F | México                   | -                    | -                    |        |
| 2019 | Finlandia Espoo                  | Más de 60/F | Hungría                  | Alemania             | Letonia              |        |
| 2019 | Finlandia Espoo                  | Más de 55/F | Rusia                    | Ucrania              | Perú                 |        |
| 2019 | Finlandia Espoo                  | Más de 50/F | Alemania                 | Estonia              | República Dominicana |        |
| 2019 | Finlandia Espoo                  | Más de 45/F | Ucrania                  | Polonia              | Finlandia            |        |
| 2019 | Finlandia Espoo                  | Más de 40/F | Rusia                    | Finlandia            | Alemania             |        |
| 2019 | Finlandia Espoo                  | Más de 35/F | Estonia                  | Finlandia            | Estados Unidos       |        |
| 2019 | Finlandia Espoo                  | Más de 30/F | Finlandia                | Rusia                | Estonia              |        |
| 2019 | Finlandia Espoo                  | Más de 80/M | Estados Unidos           | Rusia                | Brasil               |        |
| 2019 | Finlandia Espoo                  | Más de 75/M | Estados Unidos           | Letonia              | Estados Unidos       |        |
| 2019 | Finlandia Espoo                  | Más de 70/M | Estados Unidos           | Ucrania              | Rusia                |        |
| 2019 | Finlandia Espoo                  | Más de 65/M | Estados Unidos           | Rusia                | Finlandia            |        |
| 2019 | Finlandia Espoo                  | Más de 60/M | Estados Unidos           | Alemania             | Estados Unidos       |        |
| 2019 | Finlandia Espoo                  | Más de 55/M | Italia                   | Finlandia            | Italia               |        |
| 2019 | Finlandia Espoo                  | Más de 50/M | Italia                   | Serbia               | Rusia                |        |
| 2019 | Finlandia Espoo                  | Más de 45/M | Serbia                   | Lituania             | Alemania             |        |
| 2019 | Finlandia Espoo                  | Más de 40/M | Italia                   | Finlandia            | Chile                |        |
| 2019 | Finlandia Espoo                  | Más de 35/M | Rusia                    | Estonia              | Ucrania              |        |
| 2021 | Estados Unidos Orlando Cancelado |             |                          |                      |                      |        |
| 2023 | Argentina Mar del Plata          |             |                          |                      |                      |        |

## Medallas por naciones
Actualizado a 2019.
| 1 | Estados Unidos | 32 | 5  | 18 | 55 |
| 2 | Brasil         | 24 | 26 | 20 | 70 |
| 3 | Rusia          | 22 | 14 | 9  | 45 |
| 4 | Lituania       | 13 | 9  | 9  | 31 |
| 5 | Letonia        | 9  | 10 | 7  | 26 |